# 黃大秉
黃大秉（越南语：／，1871年—？年），越南阮朝官員。

## 生平
黃大秉是廣平省廣寧府豐富縣春來總春來社（今屬廣平省麗水縣春水社春來村）人，嗣德二十四年（1871年）出生。成泰九年（1897年），黃大秉參加承天場鄉試，考中舉人。成泰十三年（1901年），庭試考中副榜。維新年間任南壇知縣。啟定年間任慶和按察使。七年（1922年），升任兵部侍郎。啟定八年（1923年）正月，以本銜改領刑部參知。啟定十年（1925年），出領慶和巡撫。保大年间，以尚書銜致事。